# Kanu-Sport-Klub Bayer Uerdingen
Der Kanu-Sport-Klub Bayer 1951 e. V. Uerdingen war ein Kanuverein in Krefeld. Er wurde im Jahr 1951 gegründet und war mit ca. 300 Mitgliedern einer der größten Kanuclubs der Stadt. Im Jahr 2013 schloss der Verein sich dem SC Bayer 05 Uerdingen als Kanuabteilung an.
Der Verein konzentrierte sich auf den Kanu-Wandersport, den Kanuslalom-Leistungssport und schließlich auch auf den Kanu-Wildwassersport.

## Slalomsport
Der Verein zählte in der olympischen Sportart Kanuslalom zu den führenden Vereinen in Nordrhein-Westfalen und hatte bereits mehrere Deutsche Meister in den Jugendklassen, aber auch zwei Titelträger in der Leistungsklasse hervorgebracht. Der größte Erfolg war der Deutsche Meistertitel im Einer-Canadier für Manfred Heß im Jahre 1969. 

## Jugendarbeit
Der Verein hatte eine sehr aktive Jugendarbeit, bei der regelmäßig Jugendtouren zu diversen Paddelzielen unternommen wurden.